# Le Pigeon d'argile
Pour plus de détails, voir Fiche technique et Distribution.
Le Pigeon d'argile (Clay Pigeon) est un film américain réalisé par Richard Fleischer et sorti en 1949.

## Synopsis
Jim Fletcher, un ancien détenu d'un camp de prisonniers de guerre japonais, se réveille d'un coma dans un hôpital naval, pour apprendre qu'il a été accusé de meurtre. N'étant pas certain de sa culpabilité, il s'échappe de l'hôpital à la recherche de son meilleur ami, un autre ancien prisonnier de guerre, qui pourrait l'aider...

## Fiche technique
- Titre : Le Pigeon d'argile
- Titre original : Clay Pigeon
- Réalisation : Richard Fleischer
- Scénario : Carl Foreman, d'après son histoire
- Chef-opérateur : Robert De Grasse
- Musique : Paul Sawtell
- Montage : Samuel E. Beetley
- Décors : Harley Miller, Darrell Silvera
- Direction artistique : Albert S. D'Agostino, Walter E. Keller
- Production : RKO Pictures
- Durée : 63 minutes
- Date de sortie : États-Unis : 29 juin 1949

## Distribution
- Bill Williams : Jim Fletcher
- Barbara Hale : Martha Gregory
- Richard Quine : Ted Niles
- Richard Loo : Ken Tokoyama / « The Weasel »
- Frank Fenton : le lieutenant Prentice
- Frank Wilcox : le docteur
- Marya Marco : Mme Helen Minoto
- Martha Hyer : Mlle Harwick
- Ann Doran : l'infirmière

Acteurs non crédités :
- James Nolan : le détective Faber
- Grandon Rhodes : l'agent Clark